# 塞納峰
46°21′12″N 10°06′35″E / 46.35333°N 10.10972°E
塞納峰（義大利語：Piz Sena），是歐洲的山峰，位於意大利和瑞士接壤的邊境，屬於利維尼奧阿爾卑斯山脈的一部分，海拔高度3,075米，每年平均降雨量1,386毫米。